# Râul Tehomir
Râul Tehomir este un curs de apă, afluent al râului Cojmănești. 